# Squash
Squash [skvoš] je hra pro dva nebo čtyři hráče podobná ricochetu. Hraje se na uzavřeném hřišti se speciálními raketami a míčkem určeným pro squash. Hra squash bude od roku 2028 patřit mezi olympijské sporty.

## Charakteristika hry
Zápas se hraje na dvě nebo tři vítězné hry (gamy), podle volby organizátorů soutěže. Hru získá hráč, který dosáhne jako první 11 bodů. Jestliže skóre dosáhne stavu 10:10, musí hráč mít k výhře o dva body více než protihráč (např. 12/10, 13/11…). Bod může získat, po změně pravidel v roce 2007, při výměně podávající i přijímající hráč. Pokud podávající hráč vyhraje výměnu, získá bod a nadále mu zůstává podání; vyhraje-li výměnu přijímající, získá bod a stane se podávajícím. Vítězem utkání je hráč, který získal jako první stanovený počet her (gamů).

## Hra

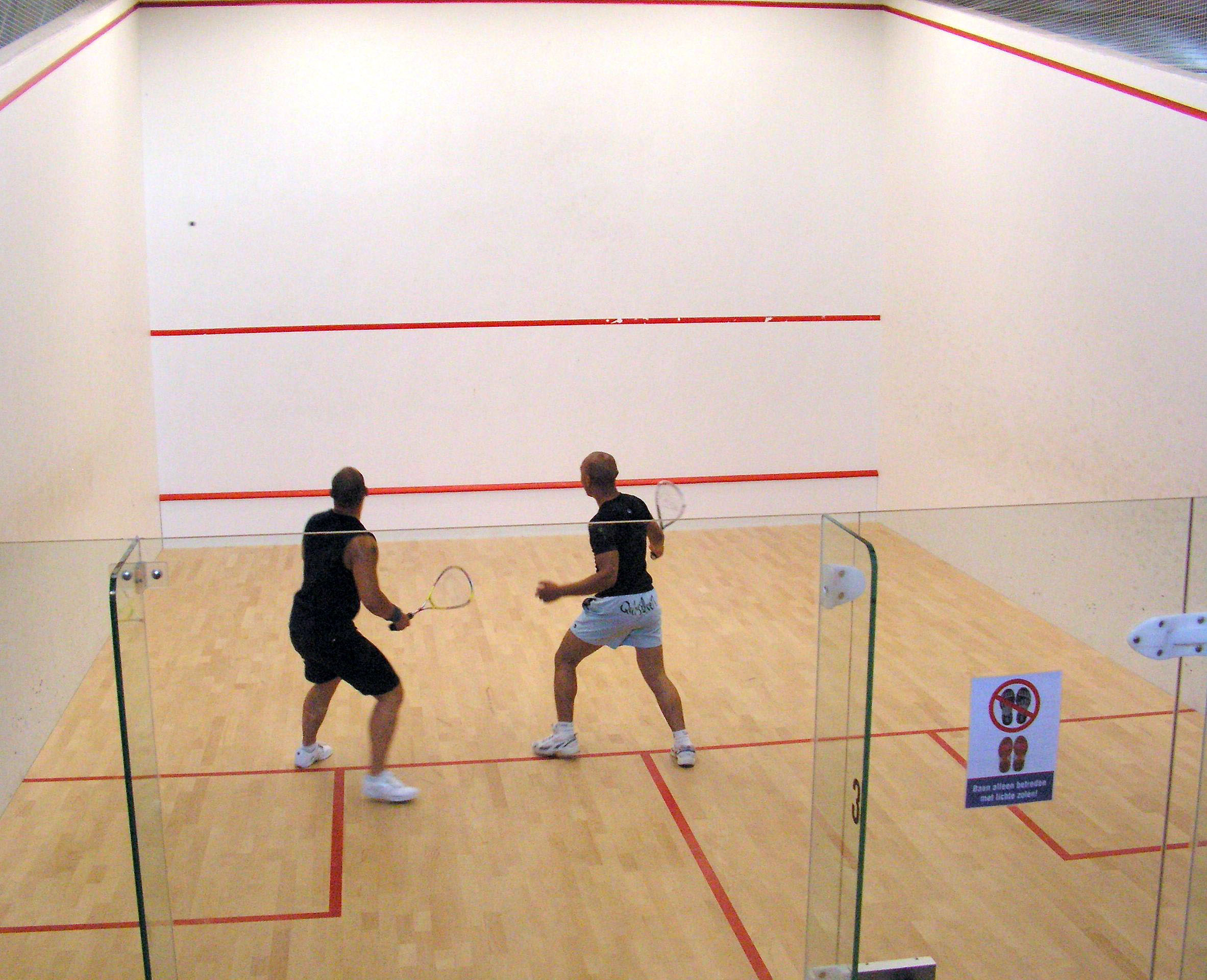
Hrací pole

Samotná hra začíná podáním, které se provádí z malého čtverce na hřišti, ve kterém musí hráč stát alespoň jednou nohou. Hráč, který podává poprvé (ve hře nebo po ztrátě), si může vybrat, zda se bude podávat z levé, nebo pravé strany. Pokud však podává vícekrát v řadě, musí strany při každém podání střídat. Při podání si hráč míček rukou nebo raketou nadhodí a odpálí ho na přední stěnu mezi prostřední dělicí čáru a vrchní autovou čáru. Míček (pokud ho neodpálí přijímající volejem) musí po odrazu z přední stěny dopadnout do většího protilehlého obdélníku, než stojí podávající. Než míček dopadne, může se odrazit i o další stěny.
Poté, co bylo provedeno dobré podání, se hráči střídají v úderech, dokud jeden nestihne odpálit míček nebo jej odpálí nesprávně nebo se dopustí jiného přestupku. Při hře se míček může libovolně odrážet od stěn s jakýmkoliv počtem dotyků, vždy se však musí dotknout čelní stěny. Může však jenom jednou dopadnout na zem. Dále se po odpálení míček nesmí dotknout země dříve než přední stěny.
Pokud nechceme ztrácet body, musí se nám odehrané údery „vejít“ do hřiště, přičemž čára je ve squashi špatný míč. Na přední stěně se míček nesmí dostat na nebo pod nejnižší čáru a na nebo nad nejvyšší čáru. Na zadní stěně a bočních stěnách se míček nesmí dostat na nebo nad vrchní čáry, popřípadě do vrchní sítě. Pokud při hře hráč nezasáhne míček, může učinit opakované pokusy o jeho zasažení.
Při zahájení druhého a každého následujícího gamu podává jako první vítěz předchozího gamu.

## Hřiště a vybavení
Squashový kurt je dlouhý 9,75 m a široký 6,40 m. Zadní stěna kurtu bývá většinou průhledná. Na přední straně je spodní lišta, která má jiný zvuk, pokud ji trefíme, a je ve výšce 48 cm (profi 45 cm). Pokud je tato lišta zasažena ve hře, jedná se o chybu.
Raketa pro squash je trošku větší a těžší než raketa pro badminton, ale je menší a lehčí než raketa na tenis. Rozměry a hmotnost rakety jsou: max. délka 686 mm, max. šířka 215 mm, max. délka výpletu 390 mm, max. plocha výpletu 500 cm2, max. hmotnost 255 g.
Míč na squash má průměr 40 mm a hmotnost 24 g. Míčky se rozeznávají podle odskoku či odrazu o stěny. Tento odraz reprezentuje barevná tečka na míčku. Začínající hráči používají nejčastěji míček s modrou nebo červenou tečkou, protože se velmi dobře odráží a odskakuje. Naproti tomu velmi dobří hráči používají míček s jednou nebo dvěma žlutými tečkami, který skáče velmi málo (je tzv. pomalý). Všechny míčky po zahřátí na svou optimální teplotu se odrážejí zhruba stejně. Rozdíl je v tom, že každý míček má provozní teplotu jinou. Začínající hráči nedokáží během hry zahřát míček tak jako hráči pokročilejší, proto používají výše zmíněné míčky s modrou nebo červenou tečkou, které se dobře odrážejí již ve studeném stavu.

## Historie
Na počátku 19. století se objevila jiná varianta již tehdy dobře známé hry tenisu. Postarali se o to chovanci ve věznici Fleet v Londýně, když si svůj pobyt za mřížemi krátili údery míčku pomocí rakety o zeď a vymysleli tak hru „Rackets“ („rakety“). Tato hra se rozšířila na některé anglické školy.
A právě na jedné z nich se zrodil nový sport squash. Bylo to kolem roku 1830 na škole Harrow, kde se skupina studentů nemohla dostat na vytížený kurt pro rakety. Proto začali trénovat s míčkem z indické gumy údery o stěny a objevili, že se míček od stěn neodráží, ale při dopadu na stěnu se „rozplácne“. Tato varianta hry se zakrátko prosadila a stala se natolik populární, že v roce 1864 byly na škole vybudovány první čtyři squashové kurty a squash byl oficiálně uznán jako sport. První kurty byly budovány na školách a universitách v Anglii a později se objevily i klubové kurty.
Většího rozmachu dosáhl squash až po skončení 1. světové války ve 20. letech. Tento sport si oblíbilo tisíce hráčů na celém světě a začaly se organizovat první mistrovství a zápasy. První profesionální mistrovství světa, které se konalo v roce 1920 v Anglii, vyhrál C. R. Read (Queens Club) v souboji s A. W. B. Johnsnem (RAC Club).
V roce 1907 byla založena první squashová asociace pod jménem United States Squash Rackets Association. Po ní následovala v roce 1911 Canadian Squash Rackets Association. V Anglii byla hra nejprve od roku 1908 regulována squashovým výborem, který spadal pod Tennis and Rackets Association. V roce 1928 se však osamostatnila vlastní squashová asociace (Squash Rackets Association).
Nejvíce se asi o popularizaci squashe a jeho rozmach postarali Jonah Barington (Irsko) a Geoff Hunt (Austrálie). Oba byli jedni z nejlepších hráčů v 60. a 80. letech 20. století a přiblížili představu o squashi širokým masám sportovců, čímž nastartovali obrovský boom tohoto sportu. Od té doby se po celém světě postavilo 46 000 kurtů a squash hraje 15 milionů registrovaných hráčů (údaje z roku 1994).
V roce 1966 se sešli zástupci z Austrálie, Velké Británie, Indie, Nového Zélandu, Pákistánu, Jižní Afriky, USA, Kanady a Spojených arabských emirátů a vytvořili základy nové zastřešující organizace – Mezinárodní squashová Asociace (International Squash Rackets Association – ISRF), která poprvé zasedala 5. ledna 1967.
V roce 1992 se ISRF přejmenovala na Světovou squashovou federaci (World Squash Federation – WSF) a změnila i oficiální název sportu na jednoduché „SQUASH“, oproti předchozímu „Squash Rackets“ (squash rakety).
WSF nyní sdružuje 109 národních squashových asociací. V současnosti se WSF stará o dodržování a upřesňování pravidel, vydává specifikace kurtů, raket a dalšího nutného vybavení, vytváří metodiku a systém výuky a tréninku. Dále zajišťuje koordinaci kalendáře světových turnajů; vypisuje a organizuje mistrovství světa pro muže, ženy, juniory (chlapce, dívky), a seniory, a to jak ve dvouhře, tak ve čtyřhře.
Ze squashe bylo odvozeno několik dalších sportů (např. ricochet).
Největší hráč v historii squashe je Pákistánec Jahangir Khan, který se stal mistrem světa v letech 1982 až 1988.
V roce 2023 bylo rozhodnuto o zařazení squashe na Letní Olympijské hry 2028 v Los Angeles.

## Squash v Česku
V České republice má na starosti oficiální squashové turnaje a profesionální ligy Česká asociace squashe (ČASQ). ČASQ sestavuje i oficiální žebříčky. V České republice jsou organizovány i amatérské squashové ligy a turnaje. Největší amatérskou ligou je VAŠE LIGA.